# Holaspis
Genre
Holaspis est un genre de sauriens de la famille des Lacertidae.

## Répartition
Les espèces de ce genre se rencontrent en Afrique subsaharienne de la Sierra Leone au Mozambique.

## Liste des espèces
Selon The Reptile Database (15 sept. 2016) :
- Holaspis guentheri Gray, 1863
- Holaspis laevis Werner, 1895

## Publication originale
- Gray, 1863 : Descriptions of two new genera of lizards (Holaspis and Poriodogaster, A. Smith, MS.). Proceedings of the Zoological Society of London, vol. 1863, p. 152-155 (texte intégral).